# Poecilopsis inversa
Poecilopsis inversa är en fjärilsart som beskrevs av Harrison. Poecilopsis inversa ingår i släktet Poecilopsis och familjen mätare. Inga underarter finns listade i Catalogue of Life.